# 雙子湖 (印第安納州)
雙子湖（英語：Twin Lakes）是位於美國印地安納州馬歇爾縣的一個非建制地區。該地的面積和人口皆未知。